# Fusariose
Les fusarioses sont des maladies fongiques courantes des végétaux, et parfois de l'animal. Elles sont causées par certains champignons décomposeurs couramment présents dans le sol, du genre Fusarium (deutéromycète) mais ayant dans ces cas un développement parasitaire. 
Ces maladies se développent dans les cultures (avec des risques plus ou moins importants selon les conditions météorologiques), leur développement varie beaucoup selon les espèces et variétés considérées et selon la météo au moment de l'épiaison et début de floraison (par temps sec, elle n'apparait pas sur céréale à paille mais peut apparaitre sur maïs). En général, elle n'apparait pas dans les silos ou lieux de stockage, du fait de la trop faible humidité des céréales; cependant, les toxines produites au champ avant stockage sont conservées lors du stockage.
Il existe de nombreuses espèces de Fusarium, dont certaines seulement sont des agents pathogènes ou sont susceptibles d'émettre des mycotoxines (fusariotoxines en l'occurrence), posant problèmes en agriculture ou en médecine humaine et pour l'industrie agroalimentaire. Ces niveaux sont soumis à une réglementation européenne depuis 2006. 
Il y a aussi eu des essais d'usage comme agent d'arme biologique.[réf. nécessaire]

## Symptômes
Chez les céréales :
- après la floraison les épillets sont précocement échaudés
- puis les grains malades prennent un aspect rugueux et galeux, et une couleur brun clair, rose ou blanc-gris.

Chez d'autres plantes :
Les Fusarium oxysporum sont responsables de flétrissements vasculaires dus à l'envahissement des vaisseaux du xylème par le pathogène. Chez la pomme de terre, des Fusarium provoquent des pourritures sèches.

## Propagation
Les fusarioses persistent l'hiver dans le sol ou dans les grains infectés, les paillettes ou restes de récoltes au sol. Une forte humidité et un temps chaud favorisent la maturation des périthèces sur les résidus de culture de l'année antérieure (notamment si elle était déjà contaminée) avec émission d’ascospores.
Le vent dissémine alors les spores. Ceux qui germeront sur la floraison (si l'hygrométrie est proche de 100% durant 2 à 3 jours, avec germination la meilleure à 20 - 25 °C) coloniseront alors les fleurs, puis les glumes et les épis.
Incubation des spores : 3 à 5 jours (selon les conditions extérieures).

## Écotoxicologie
Divers genres de Fusarium produisent différentes familles de fusariotoxine :
- Fusarium pseudigraminearum, F. graminearum, F. flocciferum, F.cerealis, F.culmorum produisent des trichothécènes B (DON, A-DON, NIV) et/ou de la zearalénone;
- F. lumulosporum, F. venenatum, F. robustum, F. tumidum, F. sambicinum, F. poae, F. langsethiae et F. sporotrichioïdes sécrètent des trichothécènes A (T-2, HT-2)et/ou Trichothécènes B (NIV, FX);
- F. verticilloïdes, F.sacchari, F. fujikuroi, F. proliferatum, F. subglutinans et F. nygamai produisent des fumonisines, beauvericines ou monoliformines.

## Coûts et conséquences
Les grains fusariés peuvent perturber l'alimentation du bétail du fait des mycotoxines,dont ;
- DON (déoxynivalénol), qui est un trichothécène faisant réduire la consommation des animaux (notamment les porcs) et donc leur vitesse de croissance. Le DON est parfois appelé vomitoxine puisque des teneurs extrêmes peuvent faire vomir les porcs.
- ZEA (zéaralénone) : qui a un effet œstrogénique, notamment chez les jeunes femelles de l'espèce porcine
- Fumonisines B1/B2 qui modifient le métabolisme lipidique et ont des effets immunologiques
- T2/HT2 (en cours d'évaluation) qui sont des trichothécènes immunodépresseurs et dermonécrosants.

Un blé très contaminé produit une farine moins panifiable (qui ne fermente pas normalement) et un pain qui lève moins. L'orge fusariée produit une bière de moindre qualité qui mousse anormalement, c'est ce que l'on appelle le phénomène de gushing.

## Traitement
Une approche préventive en amont, c'est-à-dire aux champs, consiste à entretenir une rotation des cultures, des sols équilibrés et à planter des végétaux génétiquement diversifiés, et adaptées au sol et aux microclimats locaux. Ne pas replanter deux années de suite la même espèce sur un site touché, ou y développer une jachère et ne pas irriguer ni arroser au moment de la floraison, utiliser des outils de semis et de récolte désinfectés et récolter en période la plus sèche possible semblent être des moyens de limiter les risques.
Si une culture a été contaminée, une bonne gestion des résidus est recommandée (ex : broyage fin et enfouissement partiel (déchaumage..) pour accélérer leur biodégradation). Un sol riche en biodiversité est réputé moins favorable aux attaques fongiques de ce type.
Des pesticides (fongicides) existent, prescrits par leurs fabricants au moment de la floraison (pour les céréales, afin de protéger le futur épi) ; les triazoles limitent la fusariose sur épis et donc l’accumulation de toxines dans la plante, mais les strobilurines semblent moins efficaces sur le genre fusarium
Les associations culturales doivent tenir compte du risque de fusariose.

## Réglementation
Divers pays et collectivités (dont l'UE ou la France) ont fixé des teneurs maximales à ne pas dépasser pour divers produits. 
Ces teneurs maximales varient selon la fusariotoxine, mais aussi suivant le produit alimentaire, selon qu'il est donné à des adultes ou à des enfants, ou à des animaux.
Par exemple, en Europe, les teneurs maximales en toxines dans les denrées alimentaires ont été publiées (règlement 1881/2006). Cependant les limites pour les toxines T2 et H-T2 étaient encore en cours de rédaction mi-2009. En alimentation animale, il n'existe que des teneurs maximales recommandées (recommandation 2006/576 du 17 août 2006) et qui ne concernent que les animaux les plus sensibles.

## Liste des maladies des plantes appelées «fusarioses» en français
| Nom de la maladie                               | Agent pathogène                                                | code OEPP |
| ----------------------------------------------- | -------------------------------------------------------------- | --------- |
| fusariose basale de l'asperge                   | Fusarium culmorum                                              | FUSACU    |
| fusariose basale du haricot                     | Fusarium solani f. sp. phaseoli                                | FUSASH    |
| fusariose basale du pois                        | Fusarium solani f. sp. pisi                                    | FUSASI    |
| fusariose de la betterave                       | Fusarium oxysporum f. sp. betae                                | FUSABE    |
| fusariose de l'ail                              | Fusarium oxysporum, Fusarium culmorum et Fusarium proliferatum |           |
| fusariose de la pomme de terre                  | Fusarium coeruleum                                             | FUSASC    |
| fusariose de la reine-marguerite                | Fusarium oxysporum f. sp. conglutinans                         | FUSACO    |
| fusariose de la tige du mais                    | Gibberella fujikuroi                                           | GIBBFU    |
| fusariose de la tige du maïs                    | Fusarium culmorum                                              | FUSACU    |
| fusariose de la tige du maïs                    | Gibberella zeae                                                | GIBBZE    |
| fusariose de la vanille                         | Fusarium oxysporum f. sp. vanillae                             | FUSAVN    |
| fusariose de l'ananas                           | Gibberella fujikuroi var. subglutinans                         | GIBBFS    |
| fusariose de l'épi du maïs                      | Fusarium poae                                                  | FUSAPO    |
| fusariose de l'épi du maïs                      | Fusarium tricinctum                                            | FUSATI    |
| fusariose de l'œillet                           | Fusarium oxysporum f. sp. dianthi                              | FUSADI    |
| fusariose des broméliacées                      | Fusarium oxysporum f. sp. aechmeae                             | FUSAAE    |
| fusariose des bulbes                            | Fusarium oxysporum f. sp. gladioli                             | FUSAGL    |
| fusariose des céréales                          | Fusarium culmorum                                              | FUSACU    |
| fusariose des céréales                          | Gibberella rosea                                               | FUSARO    |
| fusariose des céréales                          | Gibberella avenacea                                            | GIBBAV    |
| fusariose des céréales                          | Gibberella intricans                                           | GIBBIN    |
| fusariose des céréales                          | Monographella nivalis                                          | MONGNI    |
| fusariose des épis                              | Gibberella zeae                                                | GIBBZE    |
| fusariose des racines de l'asperge              | Fusarium oxysporum f. sp. asparagi                             | FUSAAS    |
| fusariose des racines des cactées               | Fusarium oxysporum f. sp. opuntiarum                           | FUSAOP    |
| fusariose des racines et du collet de la tomate | Fusarium oxysporum f. sp. radicis-lycopersici                  | FUSARL    |
| fusariose des racines et du collet du concombre | Fusarium oxysporum f. sp. cucumerinum                          | FUSACC    |
| fusariose du blé                                | Gibberella fujikuroi                                           | GIBBFU    |
| fusariose du cacaoyer                           | Albonectria rigidiuscula                                       | CALORI    |
| fusariose du caféier                            | Gibberella stilboides                                          | GIBBST    |
| fusariose du carthame                           | Fusarium oxysporum f. sp. carthami                             | FUSACA    |
| fusariose du cognassier                         | Gibberella baccata                                             | GIBBBA    |
| fusariose du collet des cucurbitacées           | Fusarium solani f. sp. cucurbitae                              | FUSASU    |
| fusariose du cotonnier                          | Fusarium oxysporum f. sp. vasinfectum                          | FUSAVA    |
| fusariose du gerbéra                            | Fusarium oxysporum f. sp. gerberae                             | FUSAGE    |
| fusariose du glaïeul                            | Fusarium oxysporum f. sp. gladioli                             | FUSAGL    |
| fusariose du lin                                | Fusarium oxysporum f. sp. lini                                 | FUSALI    |
| fusariose du maïs                               | Gibberella acuminata                                           | GIBBAC    |
| fusariose du maïs                               | Gibberella fujikuroi var. subglutinans                         | GIBBFS    |
| fusariose du maïs                               | Gibberella zeae                                                | GIBBZE    |
| fusariose du palmier à huile                    | Fusarium oxysporum f. sp. elaeidis                             | FUSAEL    |
| fusariose du palmier dattier                    | Fusarium oxysporum f. sp. albedinis                            | FUSAAL    |
| fusariose du soja                               | Fusarium oxysporum f. sp. glycines                             | FUSAGY    |
| fusariose du soja                               | Fusarium oxysporum f. sp. tracheiphilum                        | FUSATR    |
| fusariose du tubercule de la pomme de terre     | Gibberella cyanogena                                           | GIBBCN    |
| fusariose moniliforme                           | Gibberella fujikuroi                                           | GIBBFU    |
| fusariose nivale                                | Monographella nivalis                                          | MONGNI    |
| fusariose roseum                                | Gibberella rosea                                               | FUSARO    |
| fusariose vasculaire                            | Fusarium oxysporum                                             | FUSAOX    |
| fusariose vasculaire de la lentille             | Fusarium oxysporum f. sp. lentis                               | FUSALE    |
| fusariose vasculaire de la pastèque             | Fusarium oxysporum f. sp. niveum                               | FUSANV    |
| fusariose vasculaire de la tomate               | Fusarium oxysporum f. sp. lycopersici                          | FUSALY    |
| fusariose vasculaire de la tulipe               | Fusarium oxysporum f. sp. tulipae                              | FUSATU    |
| fusariose vasculaire des crucifères             | Fusarium oxysporum f. sp. conglutinans                         | FUSACO    |
| fusariose vasculaire du caféier                 | Gibberella xylarioides                                         | GIBBXY    |
| fusariose vasculaire du chou                    | Fusarium oxysporum f. sp. conglutinans                         | FUSACO    |
| fusariose vasculaire du chrysanthème            | Fusarium oxysporum f. sp. chrysanthemi                         | FUSACH    |
| fusariose vasculaire du concombre               | Fusarium oxysporum f. sp. cucumerinum                          | FUSACC    |
| fusariose vasculaire du cyclamen                | Fusarium oxysporum var. aurantiacum                            | FUSAAU    |
| fusariose vasculaire du fraisier                | Fusarium oxysporum f. sp. fragariae                            | FUSAFR    |
| fusariose vasculaire du haricot                 | Fusarium oxysporum f. sp. phaseoli                             | FUSAPH    |
| fusariose vasculaire du melon                   | Fusarium oxysporum f. sp. melonis                              | FUSAME    |
| fusariose vasculaire du pois                    | Fusarium oxysporum f. sp. pisi                                 | FUSAPI    |
| fusariose vasculaire du pois chiche             | Gibberella baccata                                             | GIBBBA    |
| fusariose vasculaire du pois-chiche             | Fusarium oxysporum f. sp. ciceris                              | FUSACI    |
| fusariose vasculaire du radis                   | Fusarium oxysporum f. sp. raphani                              | FUSARA    |
| fusariose du bananier                           | Fusarium oxysporum f. sp. cubensei                             | FUSACB    |

## Cas particuliers

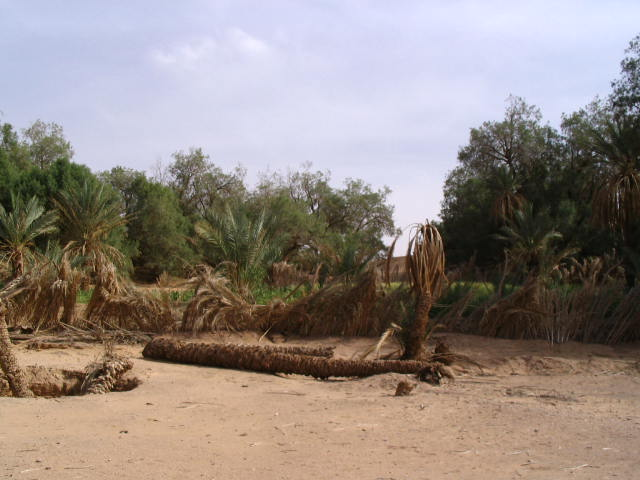
Partie de la palmeraie de Béni-Abbés touchée par le bayoud

Au Maghreb, la fusariose, appelée localement « bayoud », attaque tout particulièrement le palmier dattier. Elle se propage actuellement en Mauritanie, en Égypte, en Palestine, en Grèce et en Turquie.
Cette maladie est due au champignon Fusarium oxysporum f. sp. albedinis, qui s'insinue par les racines et par les vaisseaux pour gagner toutes les parties de la plante, provoquant sa destruction totale. 
Cette maladie est connue en Algérie depuis 1898. Depuis son apparition, ce seul pays a subi une perte de plus de trois millions d’arbres. 
Les moyens de lutte curatifs contre ce fléau sont peu efficaces. Les seules méthodes préconisées sont:
- la prévention consistant à limiter les échanges de matériel végétal entre palmeraies,
- la lutte chimique (traitement à l'iprodione coûteux mais à effet immédiat),
- la lutte génétique par la sélection de variétés résistantes (en entretenant une diversité génétique de manière à ne pas faciliter les mutations adaptatives et expansions géographiques du champignon).